# Bertolonia hoehneana
Bertolonia hoehneana är en tvåhjärtbladig växtart som beskrevs av Alexander Curt Brade. Bertolonia hoehneana ingår i släktet Bertolonia och familjen Melastomataceae. Inga underarter finns listade i Catalogue of Life.